# Литорал-Осидентал-Мараньенси (микрорегион)

Литорал-Осидентал-Мараньенси на карте.

Литорал-Осидентал-Мараньенси (порт. Microrregião do Litoral Ocidental Maranhense) — микрорегион в Бразилии, входит в штат Мараньян. Составная часть мезорегиона Север штата Мараньян. Население составляет 183 749 человек (на 2010 год). Площадь — 9514,524 км². Плотность населения — 19,31 чел./км².

## Демография
Согласно сведениям, собранным в ходе переписи 2010 г. Национальным институтом географии и статистики (IBGE), население микрорегиона составляет:
| Полное население                             | Полное население                             | Полное население                             | Полное население                             | 183 749 |
| -------------------------------------------- | -------------------------------------------- | -------------------------------------------- | -------------------------------------------- | ------- |
| в том числе:                                 | Городское население                          | 87 493                                       | Процент городского населения, %              | 47,62   |
|                                              | Сельское население                           | 96 256                                       | Процент сельского населения, %               | 52,38   |
|                                              | Мужское население                            | 94 573                                       | Процент мужского населения, %                | 51,47   |
|                                              | Женское население                            | 89 176                                       | Процент женского населения, %                | 48,53   |
| Плотность населения, чел/км²                 | Плотность населения, чел/км²                 | Плотность населения, чел/км²                 | Плотность населения, чел/км²                 | 19,31   |
| Население микрорегиона в % к населению штата | Население микрорегиона в % к населению штата | Население микрорегиона в % к населению штата | Население микрорегиона в % к населению штата | 2,79    |

## Статистика
- Валовой внутренний продукт на 2003 год составляет 173 514 546,00 реалов (данные: Бразильский институт географии и статистики).
- Валовой внутренний продукт на душу населения на 2003 год составляет 961,69 реал (данные: Бразильский институт географии и статистики).
- Индекс развития человеческого потенциала на 2000 год составляет 0,603 (данные: Программа развития ООН).

## Состав микрорегиона
В составе микрорегиона включены следующие муниципалитеты:
1. Алкантара
2. Апикун-Асу
3. Бакури
4. Бакуритуба
5. Бекиман
6. Кажапио
7. Седрал
8. Сентрал-ду-Мараньян
9. Курурупу
10. Гимарайнс
11. Миринзал
12. Порту-Рику-ду-Мараньян
13. Серрану-ду-Мараньян